# Gresenhorster Kirche

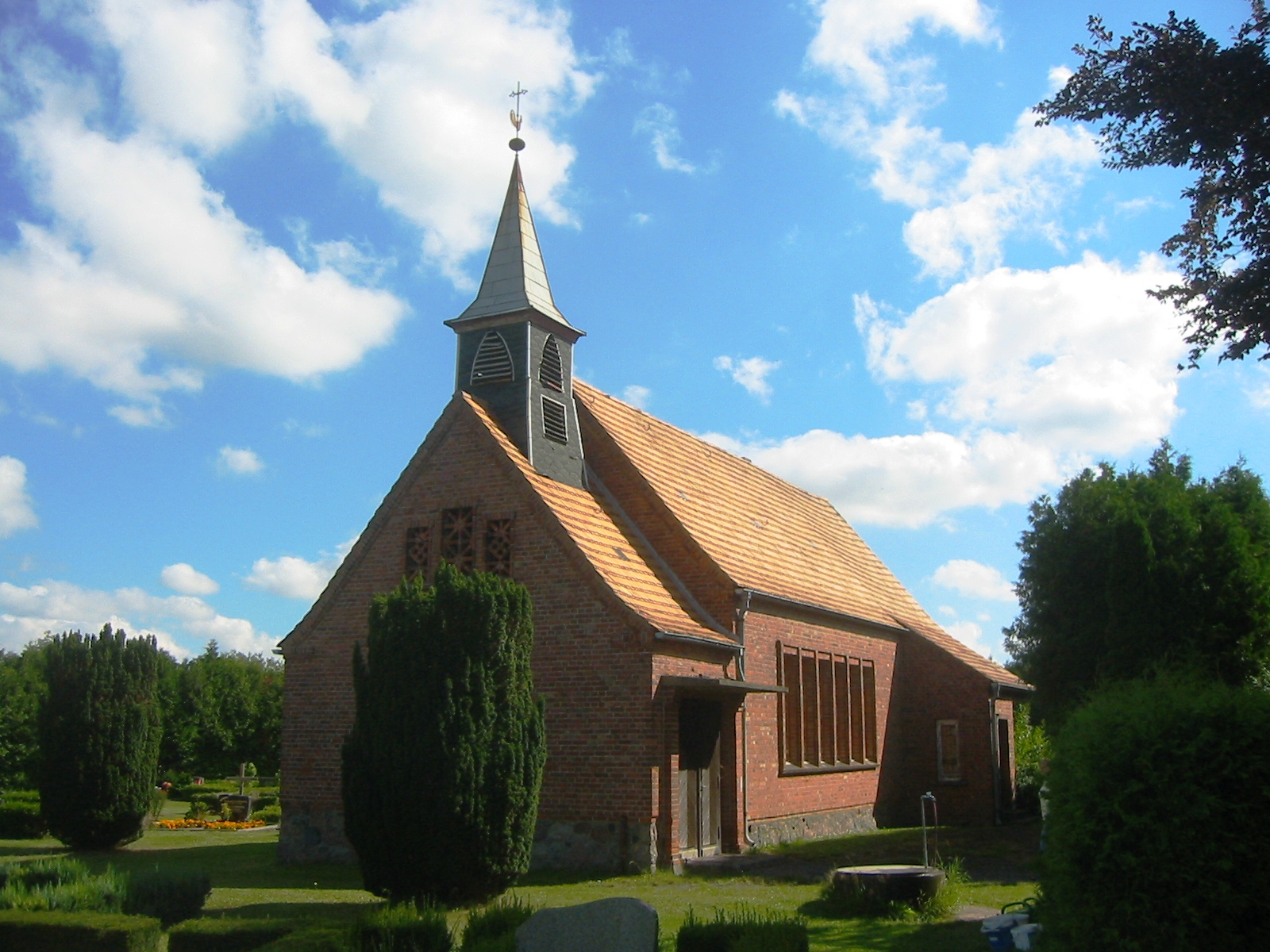
Ansicht von Südwesten

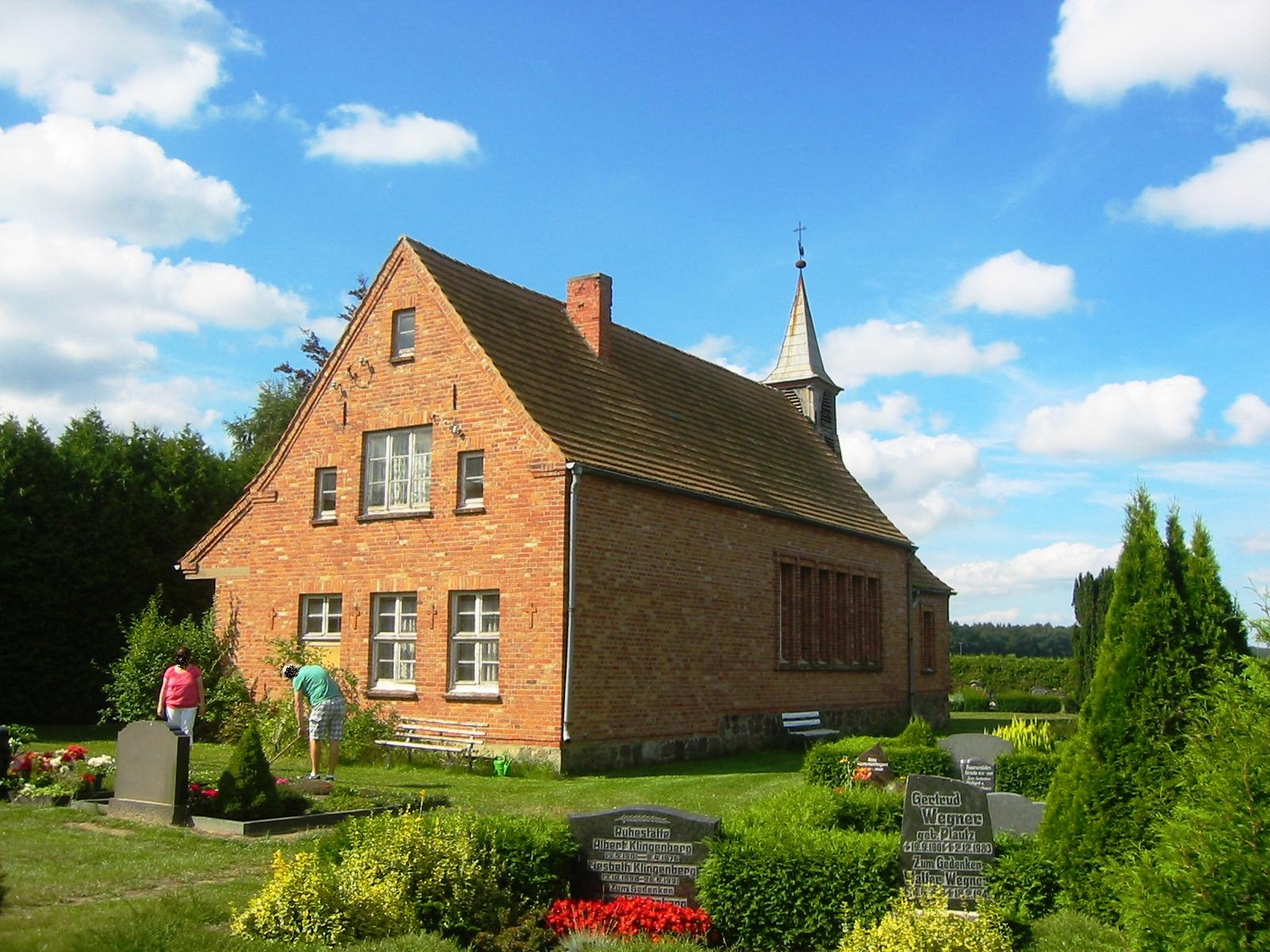
Ansicht von Nordosten

Die Gresenhorster Kirche ist die ehemalige römisch-katholische Kapelle in Gresenhorst, einem Ortsteil von Marlow im Landkreis Vorpommern-Rügen in Mecklenburg-Vorpommern. Das 1954 erbaute und 2006 profanierte Kirchengebäude steht unter Denkmalschutz.

## Geschichte
Anfang der 1930er Jahre ließen sich in der seit der Reformation protestantisch geprägten Region um Marlow katholische Umsiedler aus Westfalen nieder, nachdem die Ländereien mehrerer überschuldeter Gutshöfe aufgeteilt und durch eine Siedlergemeinschaft zum Verkauf angeboten wurden. 1932 wurden in Marlow eine katholische Pfarrgemeinde gegründet und die St.-Paulus-Kirche benediziert.
Im Zuge der Flucht und Vertreibung Deutscher aus Mittel- und Osteuropa 1945–1950 vergrößerte sich die Zahl der Katholiken im Raum Marlow weiter. 1954 wurde die katholische Kapelle in Gresenhorst erbaut, sie stand unter dem Patrozinium Zum Heiligsten Herzen Jesu und zum Heiligen Herzen Mariä. 
Mit Dekret vom 4. Oktober 2006 wurde die Kapelle mit sofortiger Wirkung durch Erzbischof Werner Thissen profaniert. Die Kapelle gehörte zuletzt zur Pfarrei Maria – Hilfe der Christen / Hl. Klara, Ribnitz-Damgarten, im Dekanat Rostock des Erzbistums Hamburg.
Nach der Profanierung gründete sich 2012 der Förderverein zur Erhaltung der Kapelle Gresenhorst e.V., dessen Ziel die Sanierung des Bauwerks und eine neue Nutzung war. Durch Spenden erhielt es 2014 einen neuen Turm.

## Architektur
Das geostete Kapellengebäude steht am Westrand von Gresenhorst, an der Straße Vasenbusch auf dem Friedhof. Die verklinkerte Kapelle verfügt über einen kreuzbekrönten Dachreiter als Glockenturm, sie wird durch ein Portal an der Südseite erschlossen.